# 南あずさ
南 あずさ（みなみ あずさ）は、オフィスキイワード大阪本社所属のフリーアナウンサー。

## 経歴
石川県金沢市出身。石川県立金沢桜丘高等学校を卒業後、オフィスキイワードに所属。
1996年にサンテレビ『ニュースEyeランドf』のキャスターに起用されて以来、報道番組を担当し続けている。
2005年からはびわ湖放送に派遣され、ここでもローカルニュースや情報番組などを担当。また2011年からは、出身地金沢にある金沢ケーブル（旧・金沢ケーブルテレビネット）の番組にも出演している。
珠算1級、華道古流師範、証券外務員の資格を持つ。

## 現在の担当番組
- まちスタ530（金沢ケーブル） - 月曜 - 木曜担当
- 金沢楽座（金沢ケーブル） - 月曜 - 木曜担当
- キラりん滋賀（びわ湖放送） - ローカルニュース金曜担当
- ニュースCATCH（びわ湖放送） - 金曜 - 土曜担当
- 滋賀経済NOW（びわ湖放送）

## 過去の担当番組
- ニュースEyeランドf（サンテレビ） - 月曜 - 水曜キャスター
- ニュースEyeランド（サンテレビ）
- 羽川英樹のLLらんど!（ABCラジオ）
- BBCニュースライン（びわ湖放送） - 月曜 - 木曜キャスター
- ニュースワイドCATCH（びわ湖放送）
- ニュース&情報 びびっとびわこ（びわ湖放送）
- 地域情報プレゼンター びびドキッ！（びわ湖放送）